# Geoffrey H. Williamson
Geoffrey „Geoff“ H. Williamson (* 12. April 1927 in Montevideo, Uruguay; † 19. Januar 1993 in Yucaipa, Kalifornien) war ein britischer Ingenieur und Automobilrennfahrer. Für seine Tätigkeit als Filmkamera-Entwickler wurde er mehrfach mit dem Oscar ausgezeichnet.

## Leben
Geoffrey H. Williamson wurde im April 1927 in Montevideo als einer von zwei Söhnen eines britischen Mitarbeiters von Dunlop Rubber geboren. In seiner Kindheit bereiste er mit seiner Familie viele Länder. Nach der Rückkehr ins Vereinigte Königreich begann er ein Studium an der St. Edward’s School in Oxford, das er aber nach zwei Jahren abbrach. Danach leistete er seinen Wehrdienst, wurde aber nach einem Motorradunfall entlassen. Später war Williamson als Fotograf für die Nachrichtenagentur Reuters tätig.
Gemeinsam mit seinem Bruder Peter gründete er 1948 ein Unternehmen, um kompakte Pressekameras zu produzieren. Nach nur zwei Jahren wandte er sich jedoch verstärkt dem Motorsport zu und baute Rennwagen um, die er auch selbst fuhr. Anfang der 1960er Jahre ließ er sich in den Vereinigten Staaten nieder, wo er für einen Rennstall als Fahrer tätig war. Nach Auflösung des Teams entwickelte Williamson Projektoren und modifizierte Kameras für die L. W. Photo Products Company im kalifornischen Van Nuys.
1970 gründete Williamson mit seiner Frau Joan in Santa Monica das Unternehmen Wilcam Photo Research Inc., mit dem er 1972 seine erste Entwicklung, die Wilcam W-1 Super-8 Sound Camera auf den Markt brachte. Kurz darauf folgte die 16-mm-Einzel-System-Nachrichtenfilmkamera W-2. Bis Mitte der 1980er Jahre entwickelte er zahlreiche weitere Kameras. Mit John Eppolito arbeitete er an der Weiterentwicklung des Frontprojektionssystems Introvision. In den 1980er Jahren arbeitete er an der Entwicklung von IMAX- und VistaVision-Kameras. Nach zwei Herzanfällen schloss Williamson sein Unternehmen 1985 und arbeitete fortan in seinem Haus im kalifornischen Yucaipa an weiteren Kameras.
Er war assoziiertes Mitglied der American Society of Cinematographers (ASC).
Für seine Entwicklungen auf dem Gebiet der Filmkamera-Entwicklung wurde er mit vier Oscars in technischen Kategorien sowie der John A. Bonner-Medaille ausgezeichnet. Die letzte Auszeichnung wurde postum verliehen.
Geoffrey H. Williamson litt zuletzt an einem inoperablen Hirntumor und starb am 19. Januar 1993, nach anderen Angaben am 20. Januar 1993. Er hinterließ seine Frau Joan, die er in Südafrika kennengelernt hatte und mit der er seit 1961 verheiratet war.

## Auszeichnungen
- 1988: Auszeichnung mit dem Oscar für technische Verdienste (Technical Achievement Award) für „die Weiterentwicklung eines Dual-Screen Frontprojektion Bildkompositionssystems“, gemeinsam mit John Eppolito, Wally Gentleman, William Mesa und Les Paul Robley[2]
- 1989: Auszeichnung mit dem Oscar für technische Verdienste (Technical Achievement Award) für „das Designkonzept (Loucks) und die mechanische und elektrische Konstruktion (Williamson) der Hochgeschwindigkeits-Filmkamera Image 300 35 m“, mit Grant Loucks (Alan Gordon Enterprises)[2]
- 1990: Auszeichnung mit dem Oscar für Wissenschaft und Entwicklung (Scientific & Engineering Award) für „das elektronische Design und die Entwicklung der Wilcam W-7 VistaVision Rotating Mirror Reflex Camera mit 200 Bildern pro Sekunde.“, mit Robert D. Auguste[2]
- 1991: Auszeichnung mit der Medal of Commendation in „Anerkennung der herausragenden Leistungen und des Engagements bei der Aufrechterhaltung der hohen Standards der Academy of Motion Picture Arts and Sciences“[2]
- 1993: Auszeichnung (postum) mit dem Oscar für Wissenschaft und Entwicklung (Scientific & Engineering Award) für das Konzept (Trumbull), das Bewegungsdesign (Williamson), für das elektronische Design (Auguste und Di Giulio) für das Design des Kamerasystems CP-65 Showscan Camera System für 65-mm-Filmaufnahmen, mit Douglas Trumbull, Robert D. Auguste und Ed Di Giulio[2]